# Giovanni Senzapensieri
Giovanni Senzapensieri è un film commedia del 1986, diretto da Marco Colli e con protagonista un allora sconosciuto Sergio Castellitto. Fu l'ultima interpretazione cinematografica degli attori Aldo Fabrizi e Alessandro Fersen.

## Trama
Roma, 1519. Il duca di Cantelmo, basandosi sugli scritti di Leonardo Da Vinci costruisce "le ali di Icaro", un prototipo del primo strumento di volo. Venuto a sapere che il figlio è morto dal suo segretario, l'anziano nobile prova ad usare la sua invenzione usando una finestra del suo castello come punto di partenza, però appena si allontana dal bordo, cade e si sfracella al suolo.
Maggio 1985; Giovanni "Senzapensieri" è l'ultimo discendente della stirpe decaduta dei Cantelmo e vive nel diroccato castello di famiglia, insieme a due anziane zie.
Giovanni per sopravvivere è costretto a barattare abitualmente i lasciti dei suoi avi in cambio di generi di prima necessità e un giorno, rovistando in mezzo ai mobili scopre un antico manoscritto che fu redatto dal suo antenato, il duca; il manoscritto riguarda il progetto del volo che fu inventato da Leonardo Da Vinci.
Giovanni non presta attenzione alle informazioni riportate sul documento e ne fa un aeroplanino che invia a Claire, una sua vicina di casa dirimpettaia, che è anche una ricercatrice; Claire si accorge che il foglio è un pezzo del manoscritto sul quale sta effettuando delle ricerche, quindi pur di impadronirsi del cimelio completo, finge di accettare le avances di Giovanni.
Claire riesce ad ottenere in affitto alcune stanze del castello in cui vive Giovanni e lui pur di conquistarla, vende mobili e oggetti che non gli appartengono più per poter regalare dei doni a Claire.
La maggior parte degli oggetti e dei mobili che Giovanni ha venduto però appartenevano di diritto a un gruppo di religiosi e quando si accorgono degli ammanchi, si rivolgono alle forze dell'ordine.
Giovanni nel tentativo di sfuggire ai suoi persecutori, scopre il prototipo del suo avo: le ali di Icaro, che erano rimaste murate in un punto isolato del castello.